# Cattedrale di Nostra Signora dell'Assunzione (Tangeri)

La cattedrale di Nostra Signora dell'Assunzione (in francese cathédrale Notre Dame de l'Assomption), anche chiamata cattedrale di Tangeri, è una chiesa cattolica di rito romano situata a Tangeri, in Marocco e costituisce la sede dell'arcidiocesi di Tangeri. L'edificio è anche noto come cattedrale Spagnola (Catedral Espanola), essendo l'unica testimonianza, nella città, dell'architettura spagnola della seconda metà del XX secolo in Marocco.

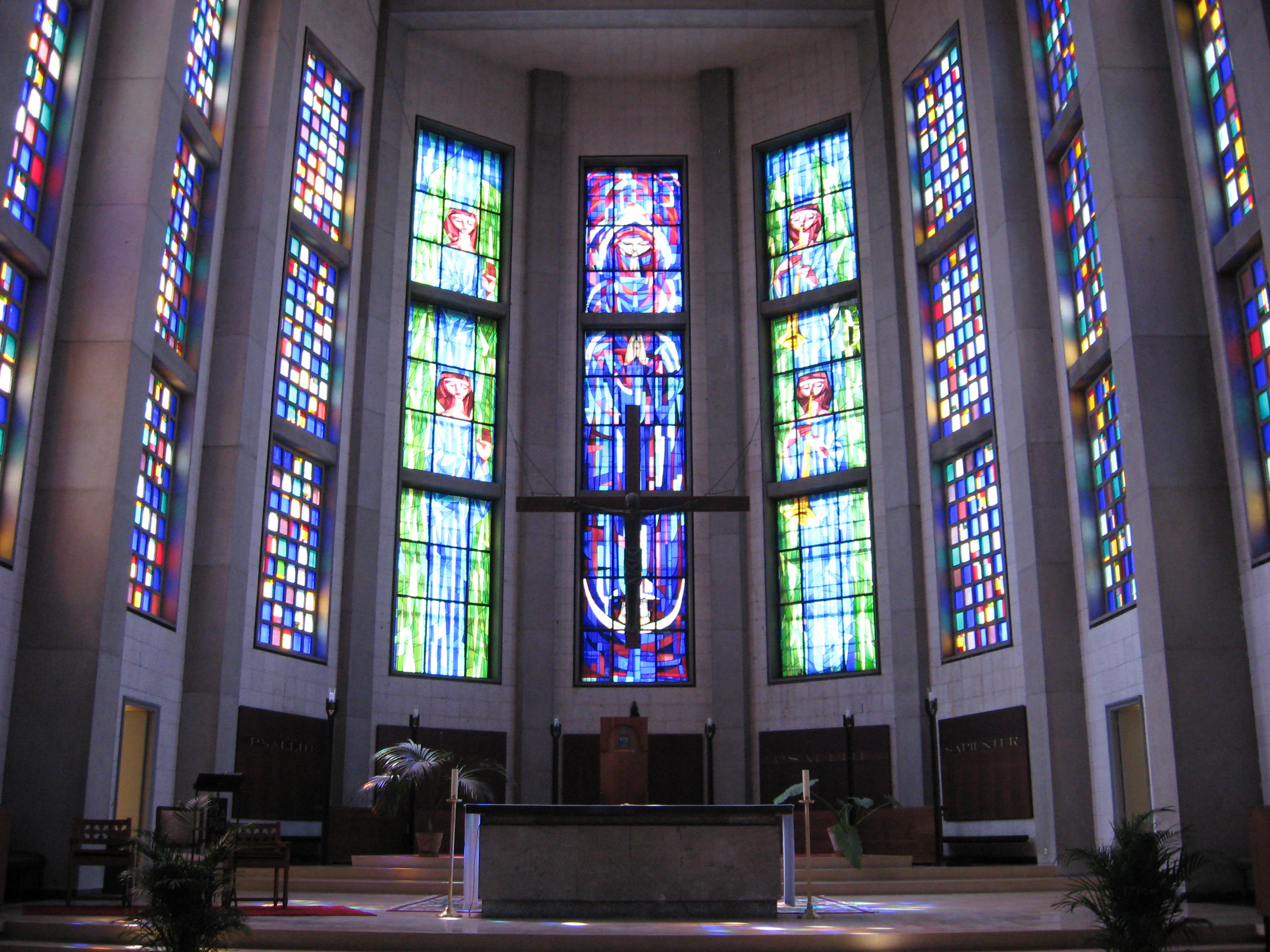
Interno

La chiesa, consacrata nel 1961, è stata progettata e costruita dall'architetto Luis Martìnez-Feduchi Ruiz seguendo moderne tecniche architettoniche e proporzioni classiche.
Nell'abside della cattedrale sono presenti finestre di vetro istoriate, disegnate dall'artista alicantino Arcadio Blasco, che costituiscono una delle principali attrazioni della cattedrale.
Nella cripta sottostante alla chiesa sono presenti i resti di padre José Marìa Lerchundi, missionario per più di trent'anni in Marocco.